# E018
E018 eller Europaväg 018 är en europaväg som går mellan Zjezkazgan och Uspenka i norra Kazakstan. Denna väg har inget samband med europavägen E18 (i Storbritannien, Norge, Sverige, Finland och Ryssland) trots sina likheter i vägnumret. Längd 1 130 km.

## Sträckning
Zjezkazgan - Qaraghandy - Pavlodar - Uspenka
Vägen lades till 2002–2004.

## Anslutningar till andra europavägar
- E123
- E125
- E127